# Dům čp. 27 (Lomnice)
Dům čp. 27 je na katastrálním území Lomnice v okrese Bruntál. Venkovský dům z 19. století je příkladem zděné lidové architektury jesenického typu. Je chráněn jako kulturní památka od roku 1958 a je zapsán v Ústředním seznamu kulturních památek ČR.

## Popis
Dům je samostatně stojící omítaná zděná přízemní stavba na půdorysu obdélníku. Sedlová střecha s polovalbou je krytá plechem, dříve břidlicí. Dům je orientován okapovým průčelím k silnici. Štítové průčelí je tříosé s okny se segmentovými záklenky. Trojúhelníkový štít má polovalnu a podlomenici krytou plechem. Ve štítu jsou dvě okna s půlkruhovým záklenkem, mezi okny je mělký výklenek. Po stranách oken jsou kosočtverečné otvory a nad okny je půlkruhový otvor. Okapové průčelí je má čtyři okna a pravoúhlý vchod.
V interiéru je stlačená klenba s pasy v chodbě, pruské klenby s pasem v kuchyni, jedna místnost má valenou klenbu a druhá plochý strop, původně trámový.